# Lézan
Lézan is een gemeente in het Franse departement Gard (regio Occitanie). De plaats maakt deel uit van het arrondissement Alès. Lézan telde op 1 januari 2022 1.580 inwoners.

## Geografie
De oppervlakte van Lézan bedroeg op 1 januari 2022 9,54 vierkante kilometer; de bevolkingsdichtheid was toen 165,6 inwoners per km².

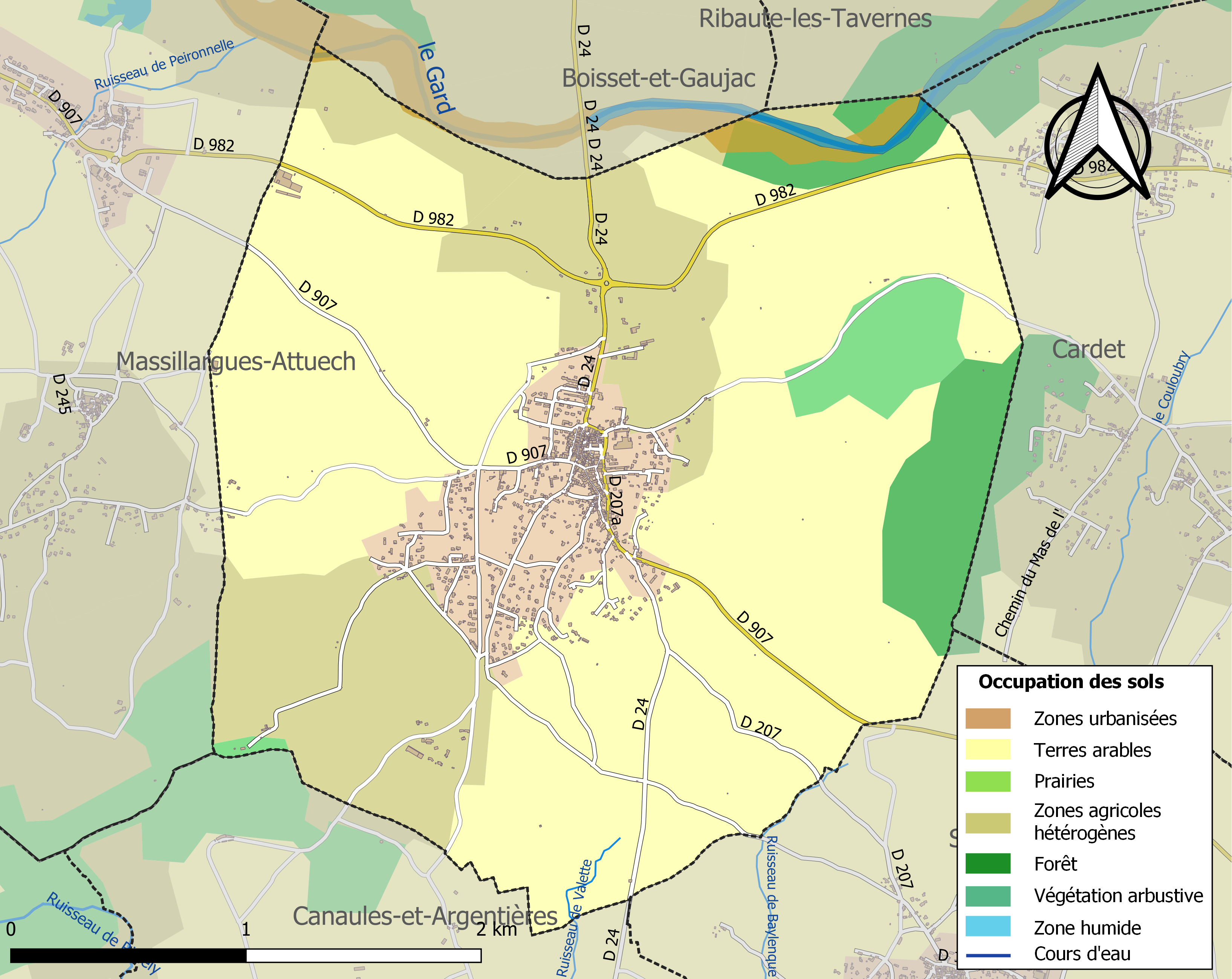
Kaart van de gemeente met belangrijkste infrastructuur, bodemgebruik en omliggende gemeenten

## Demografie
Onderstaande figuur toont het verloop van het inwonertal (bron: INSEE-tellingen).